# Тернова балка (заказник)
Тернова балка — ландшафтний заказник місцевого значення. Об'єкт розташований на території Бобринецького району Кіровоградської області, с. Олексіївка.
Площа — 57 га, статус отриманий у 2010 році.